# Saint-Michel-de-Montjoie
Saint-Michel-de-Montjoie település Franciaországban, Manche megyében. Lakosainak száma 344 fő (2022. január 1.). Saint-Michel-de-Montjoie Coulouvray-Boisbenâtre, Gathemo, Lingeard, Perriers-en-Beauficel, Saint-Pois és Noues-de-Sienne községekkel határos.

## Népesség
A település népessége az elmúlt években az alábbi módon változott:
| Lakosok száma | 756  | 504  | 462  | 348  | 314  | 320  | 314  | 328  | 334  | 344  |
|               | 1968 | 1982 | 1990 | 2006 | 2013 | 2015 | 2017 | 2019 | 2020 | 2022 |